# درگیری اسرائیل و لبنان
درگیری اسرائیل و لبنان یا درگیری جنوب لبنان، مجموعه‌ای از درگیری‌های نظامی است که در آن اسرائیل، لبنان، سوریه، سازمان آزادی‌بخش فلسطین و همچنین شبه‌نظامیان مختلف که از لبنان، درگیر هستند. درگیری‌ها در دهه ۱۹۸۰، در طول جنگ داخلی لبنان به اوج خود رسید و از آن زمان، کاهش یافته است.